# 格尔海姆
格尔海姆（德語：Göllheim）是德国莱茵兰-普法尔茨州的一个市镇。总面积18.02平方公里，总人口3690人，其中男性1818人，女性1872人（2011年12月31日），人口密度205人/平方公里。

## 友好城市
- 法國 拉克莱特

## 建筑

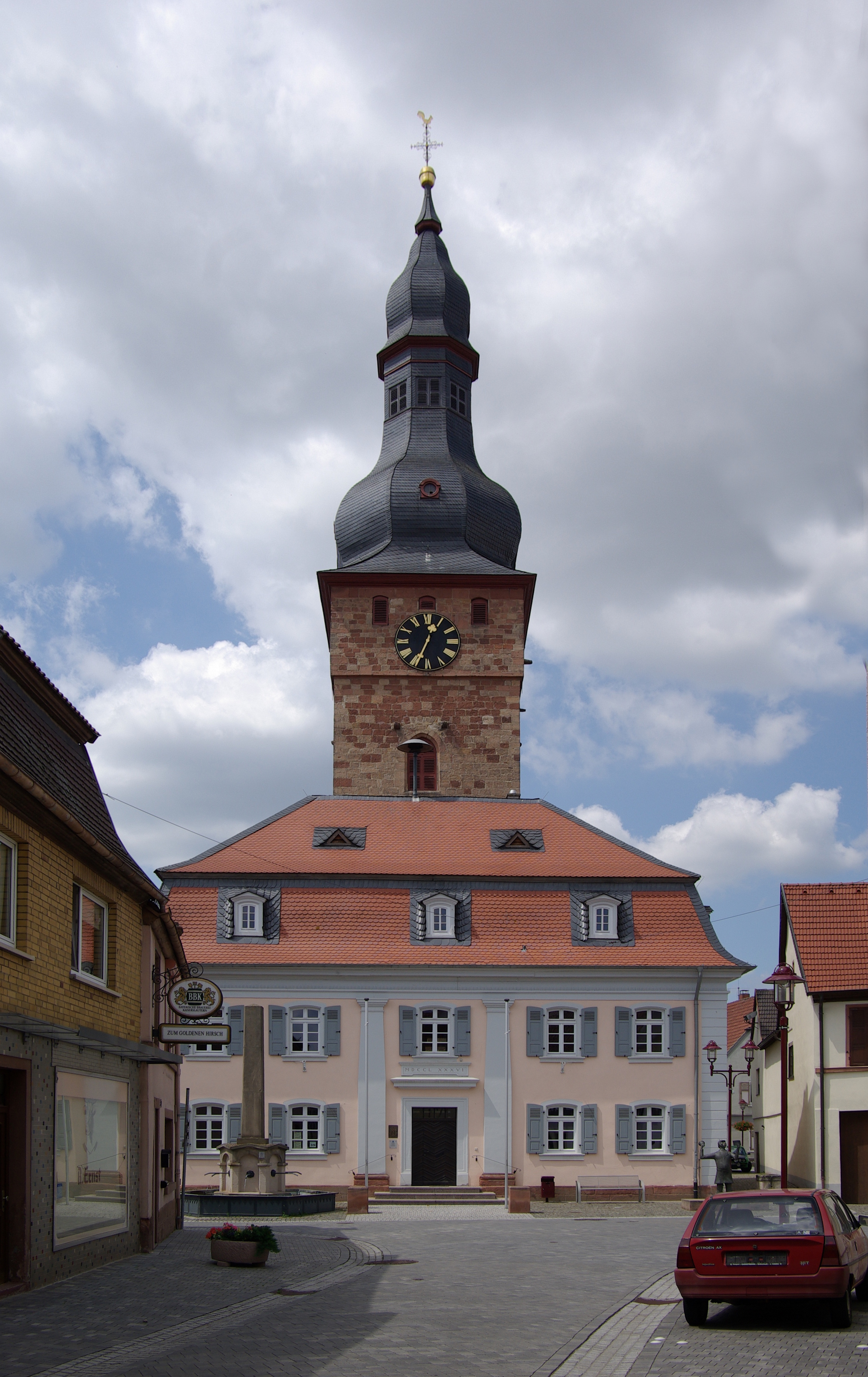
市政厅
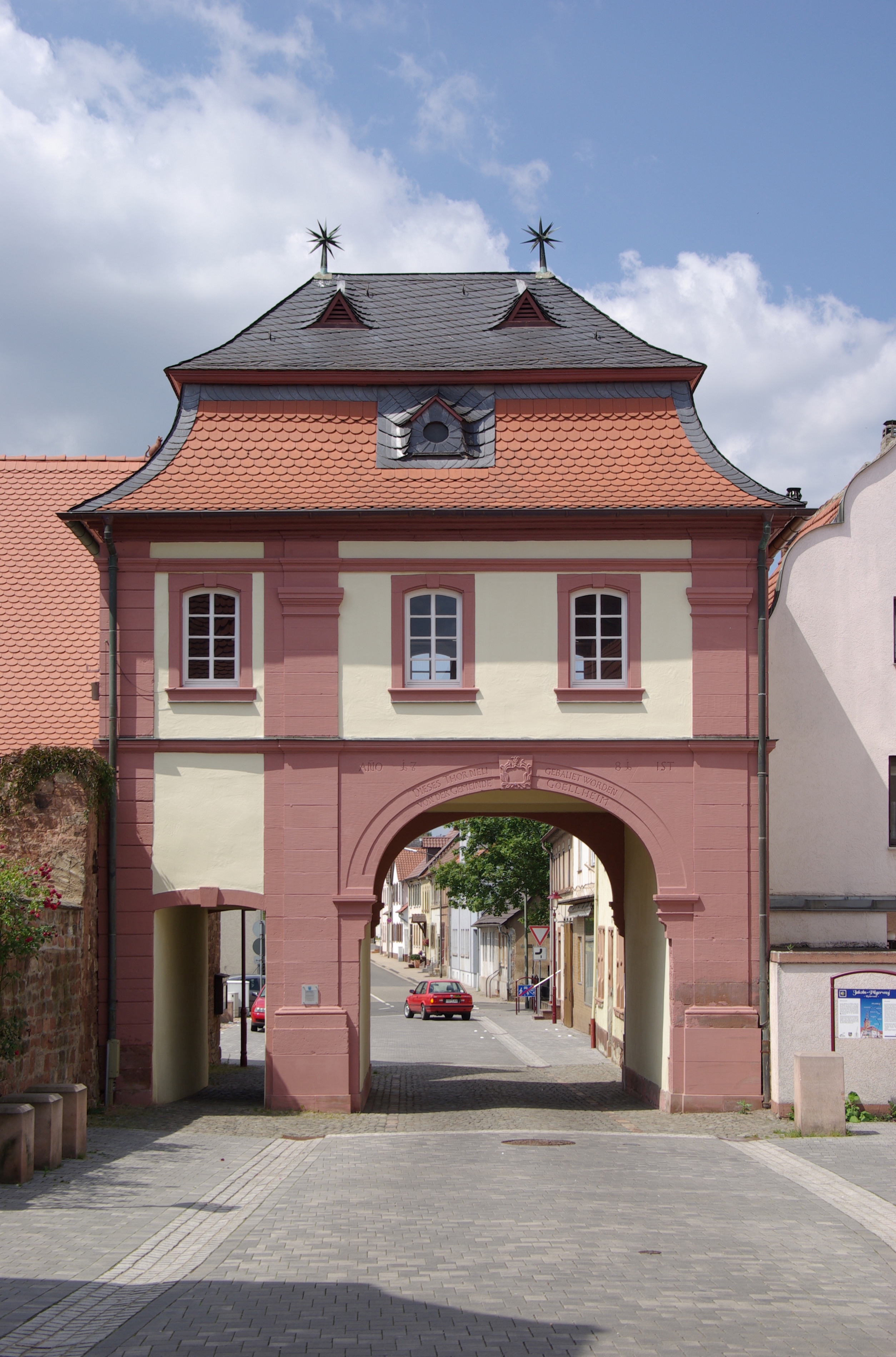
城门
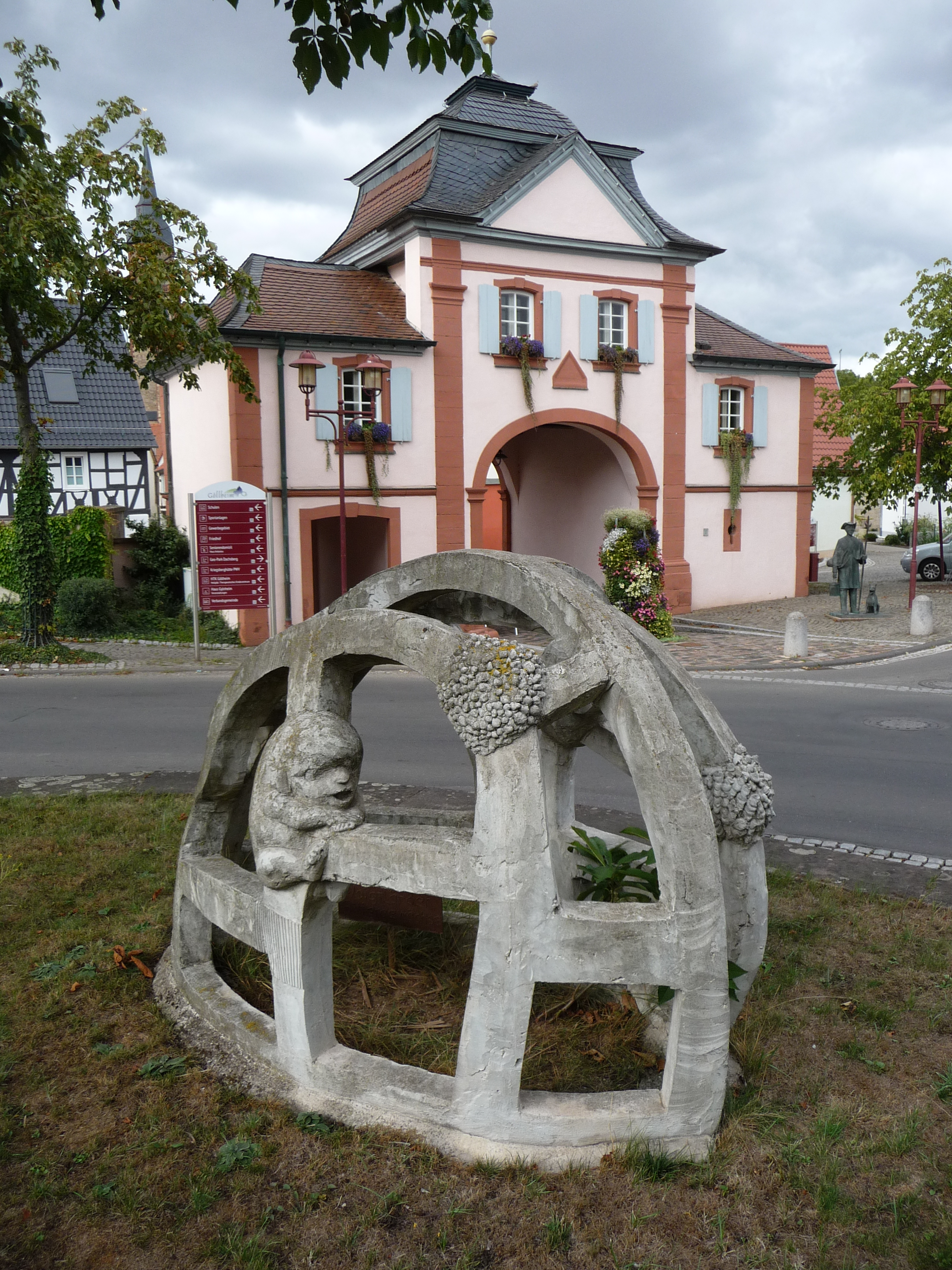
城门
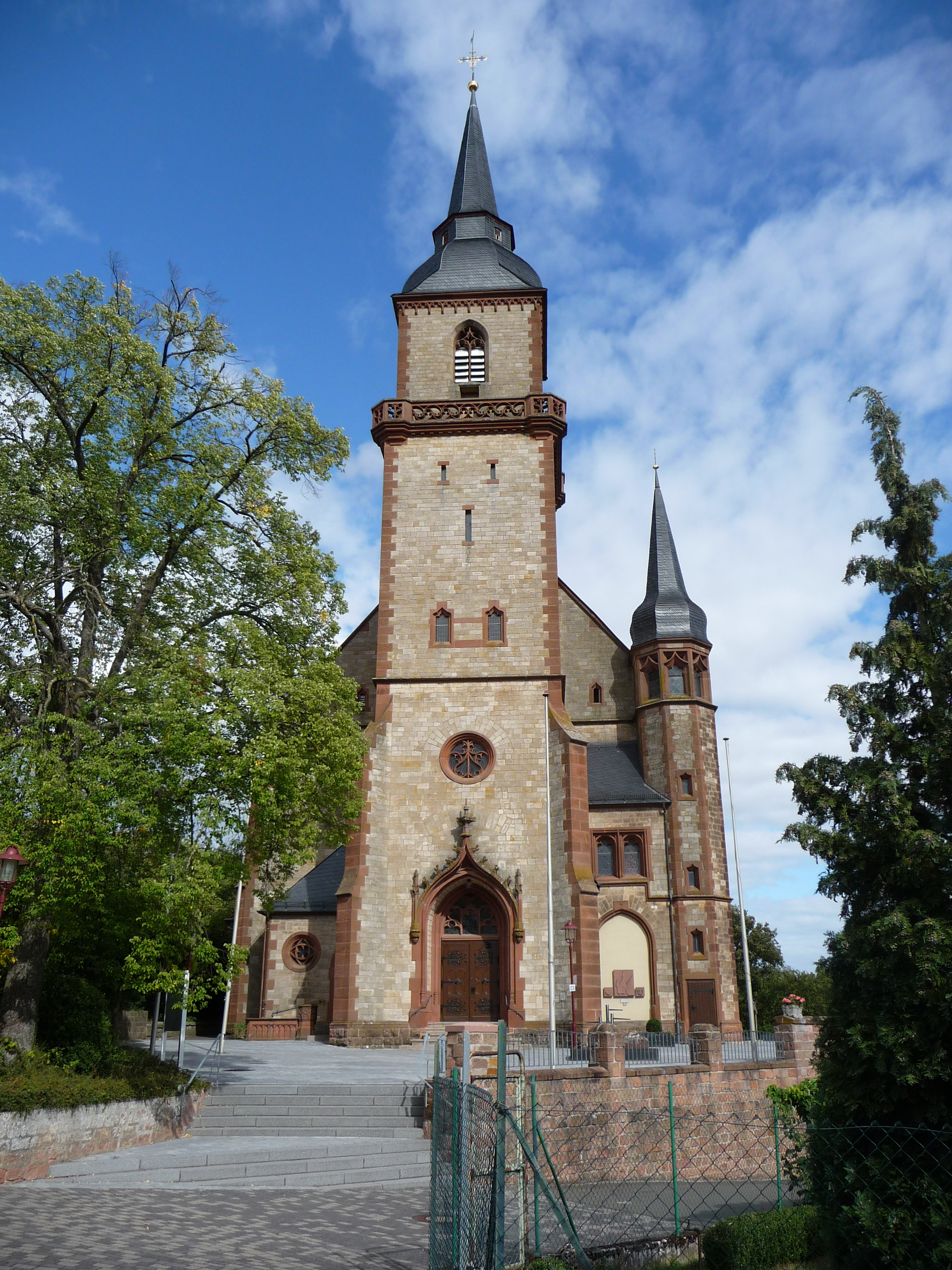
天主堂
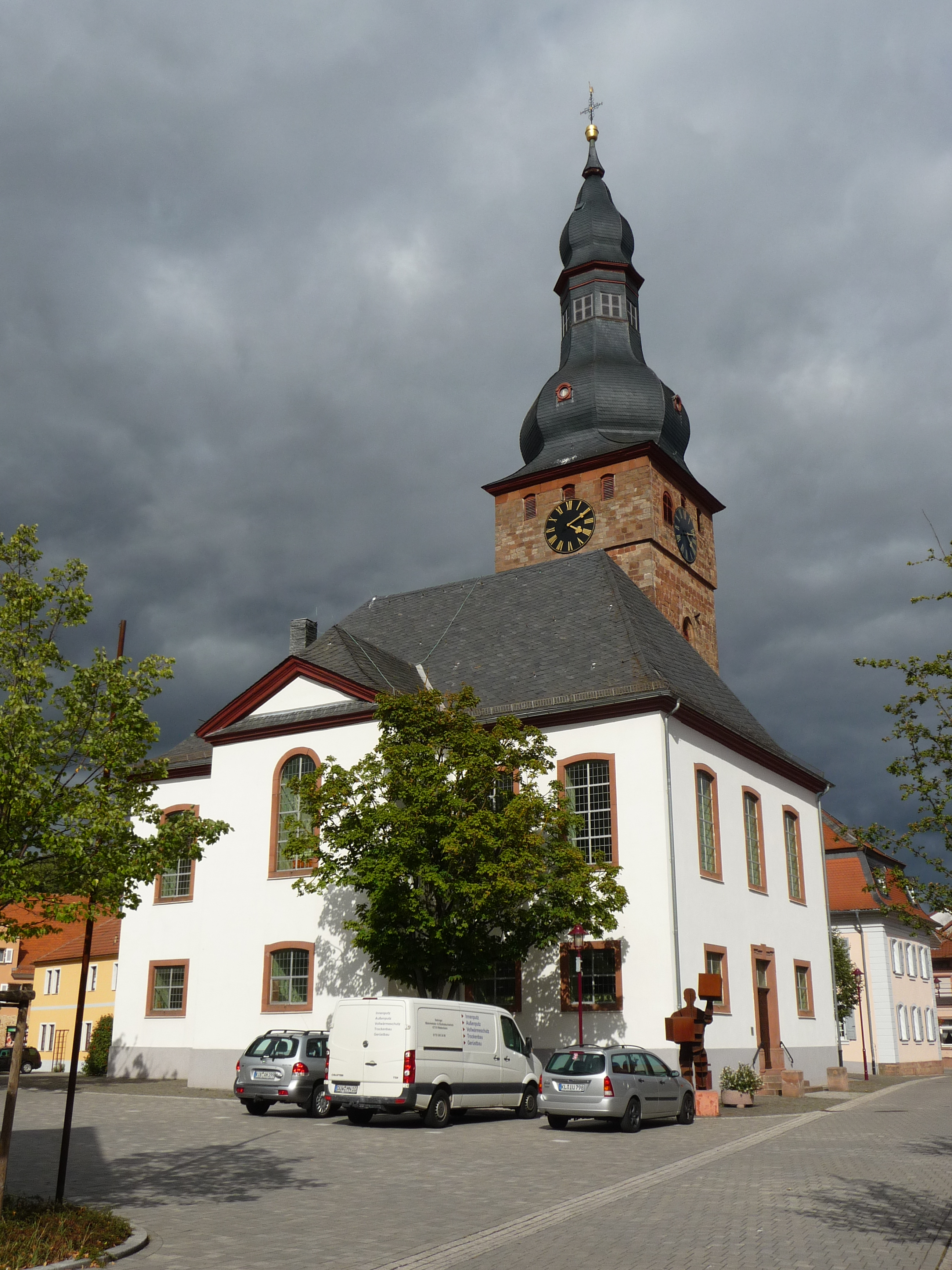
督教教堂
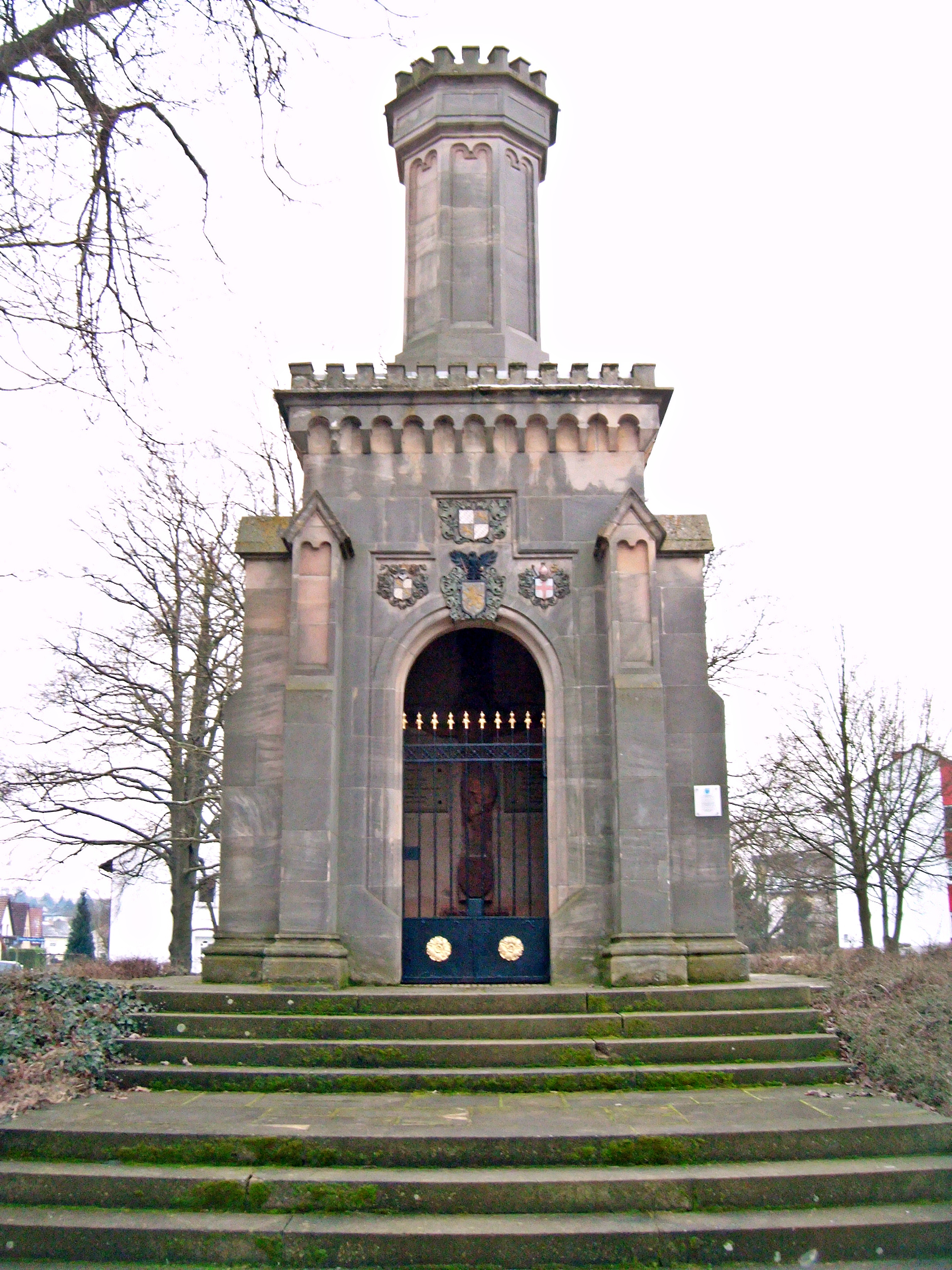
小堂

## 塑像

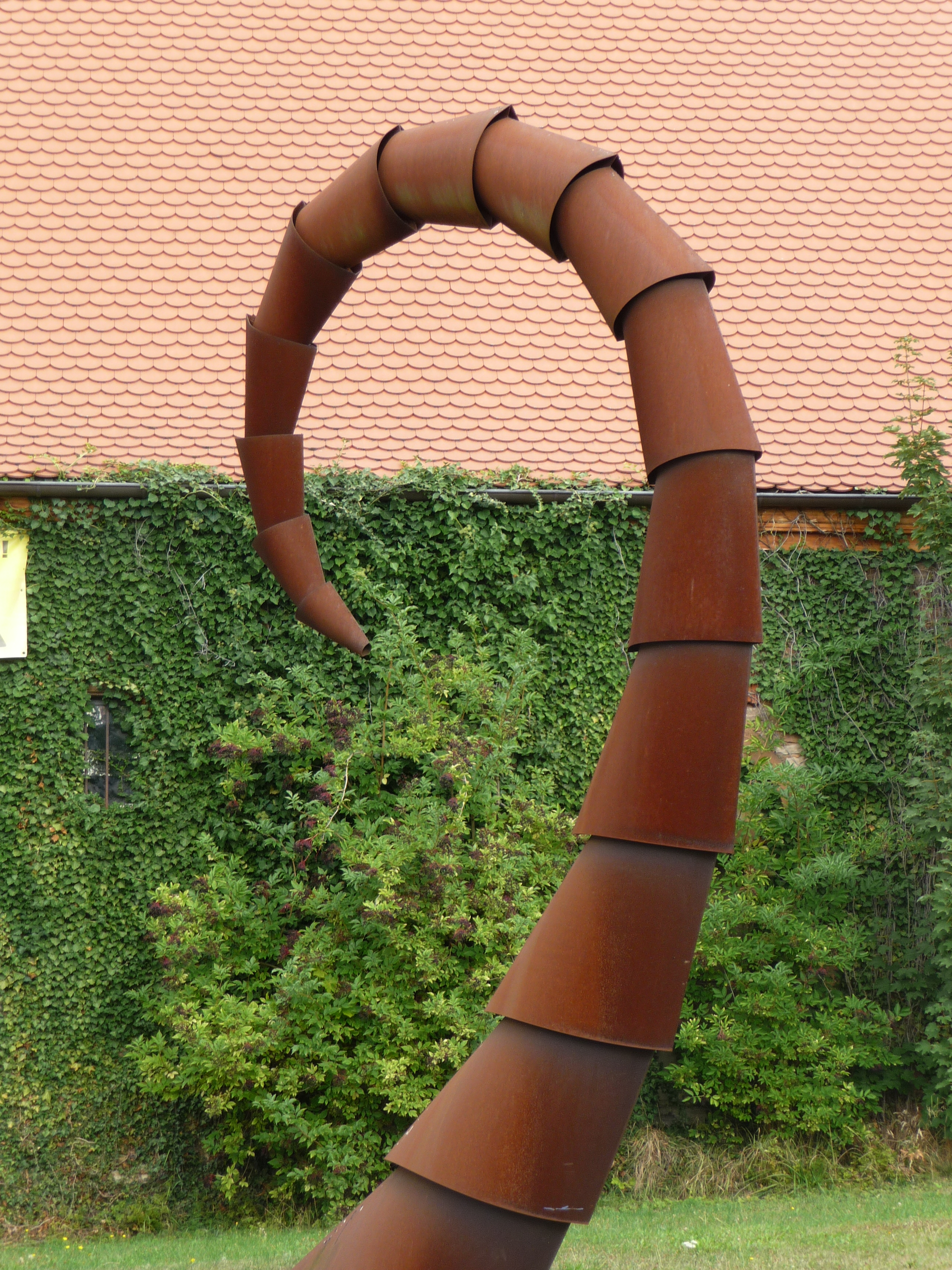
Sproß
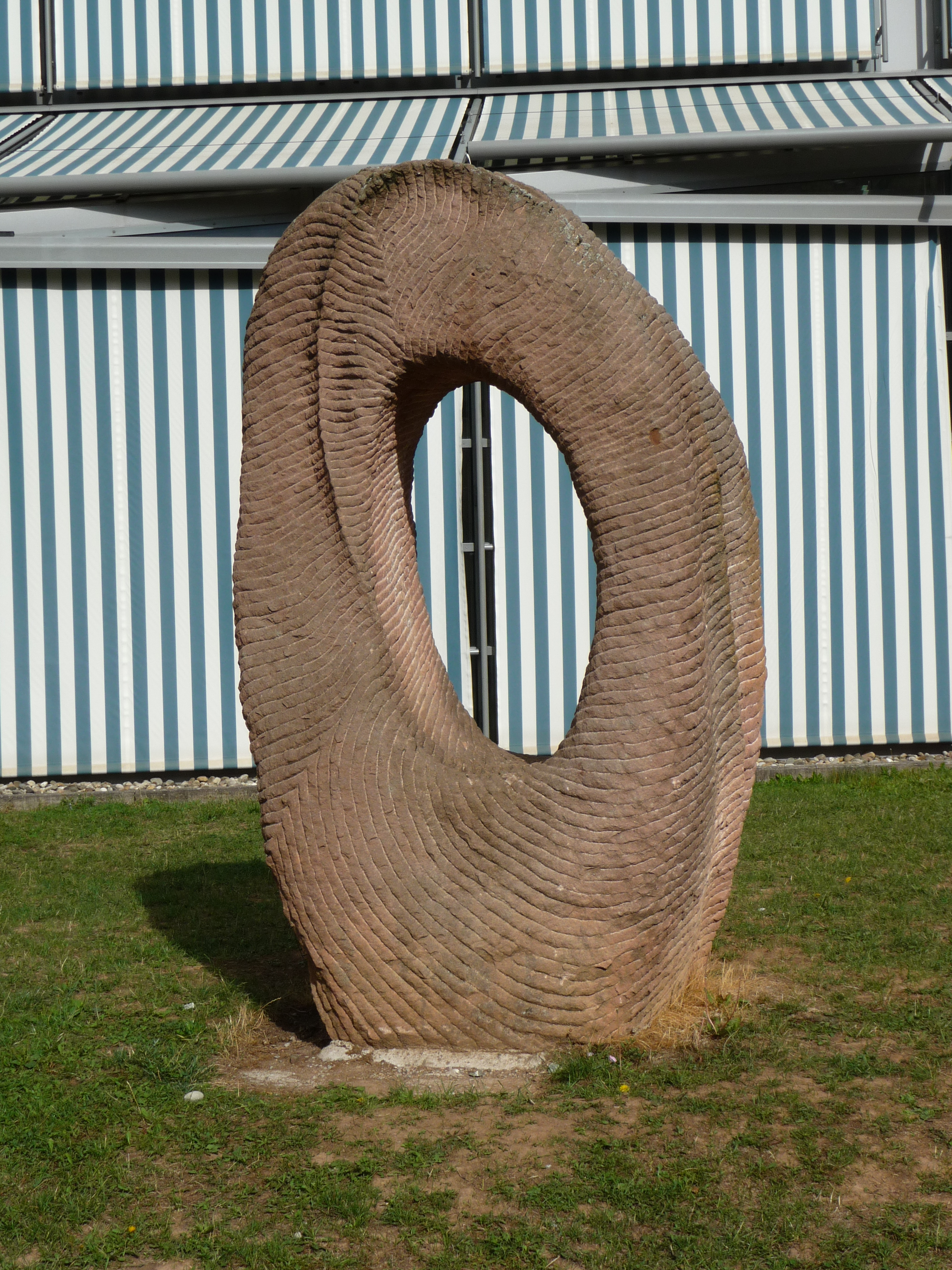
Aufbruch
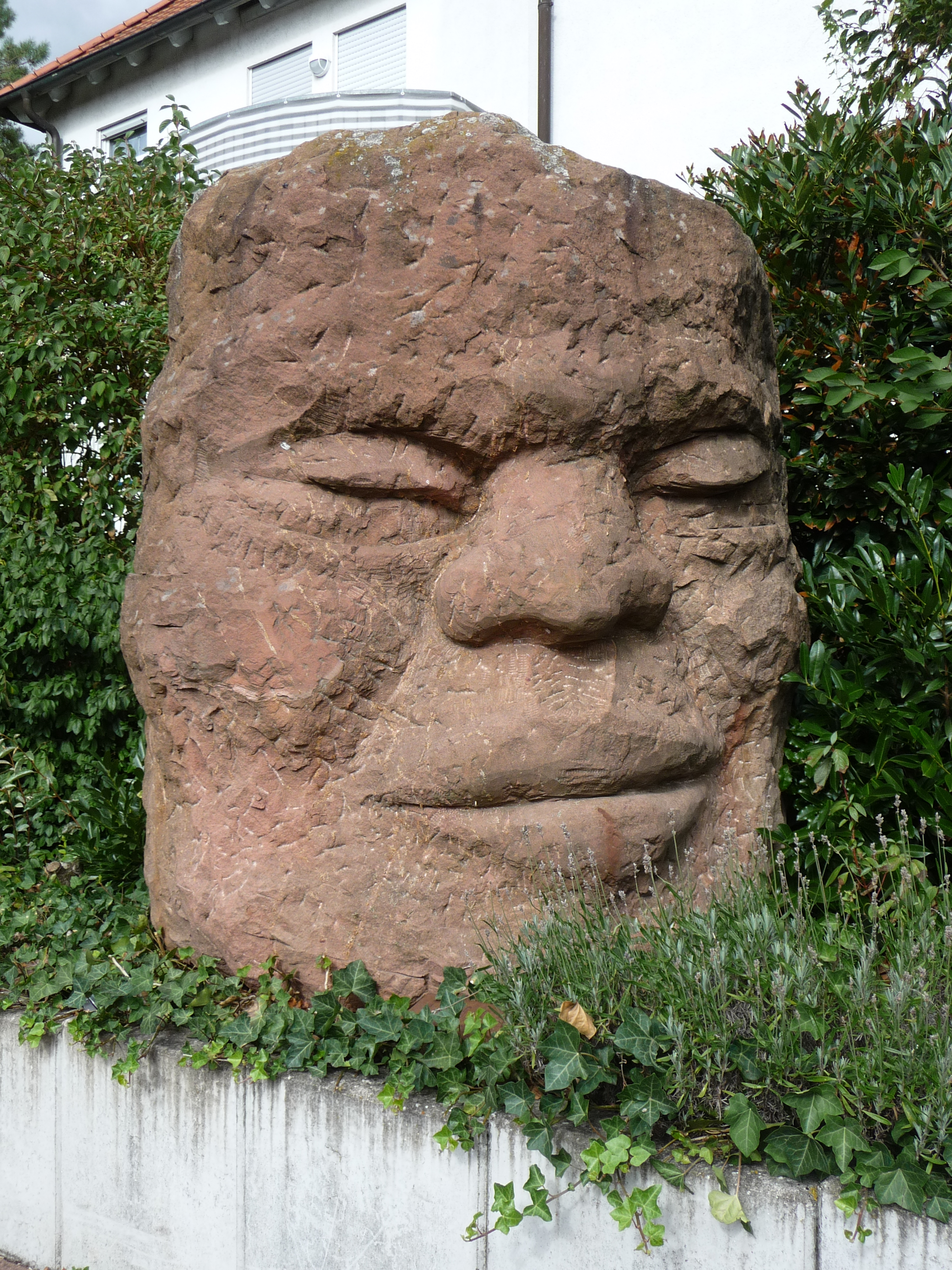
Weltengesicht
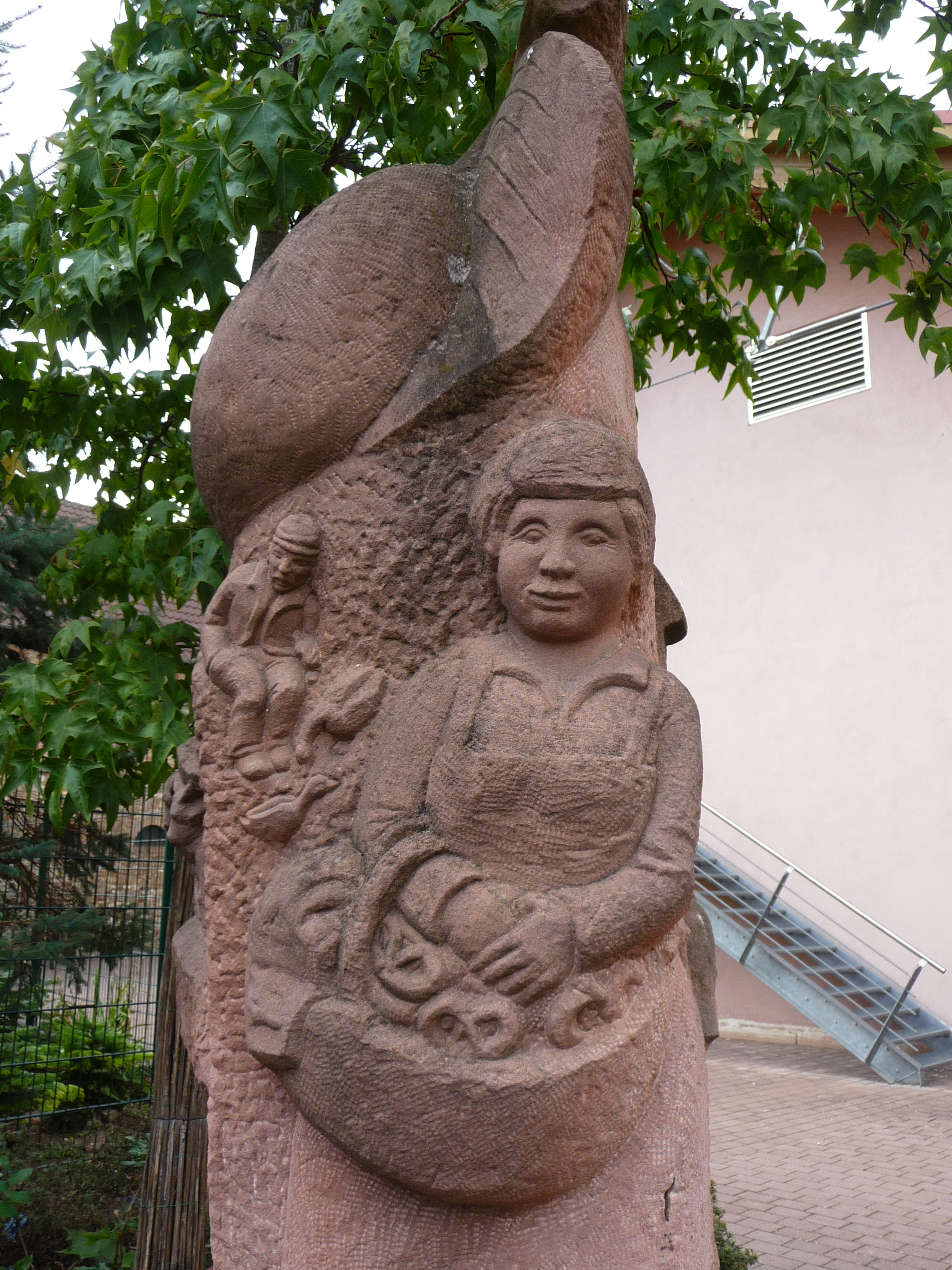
Kaleidoskop der Erinnerungen
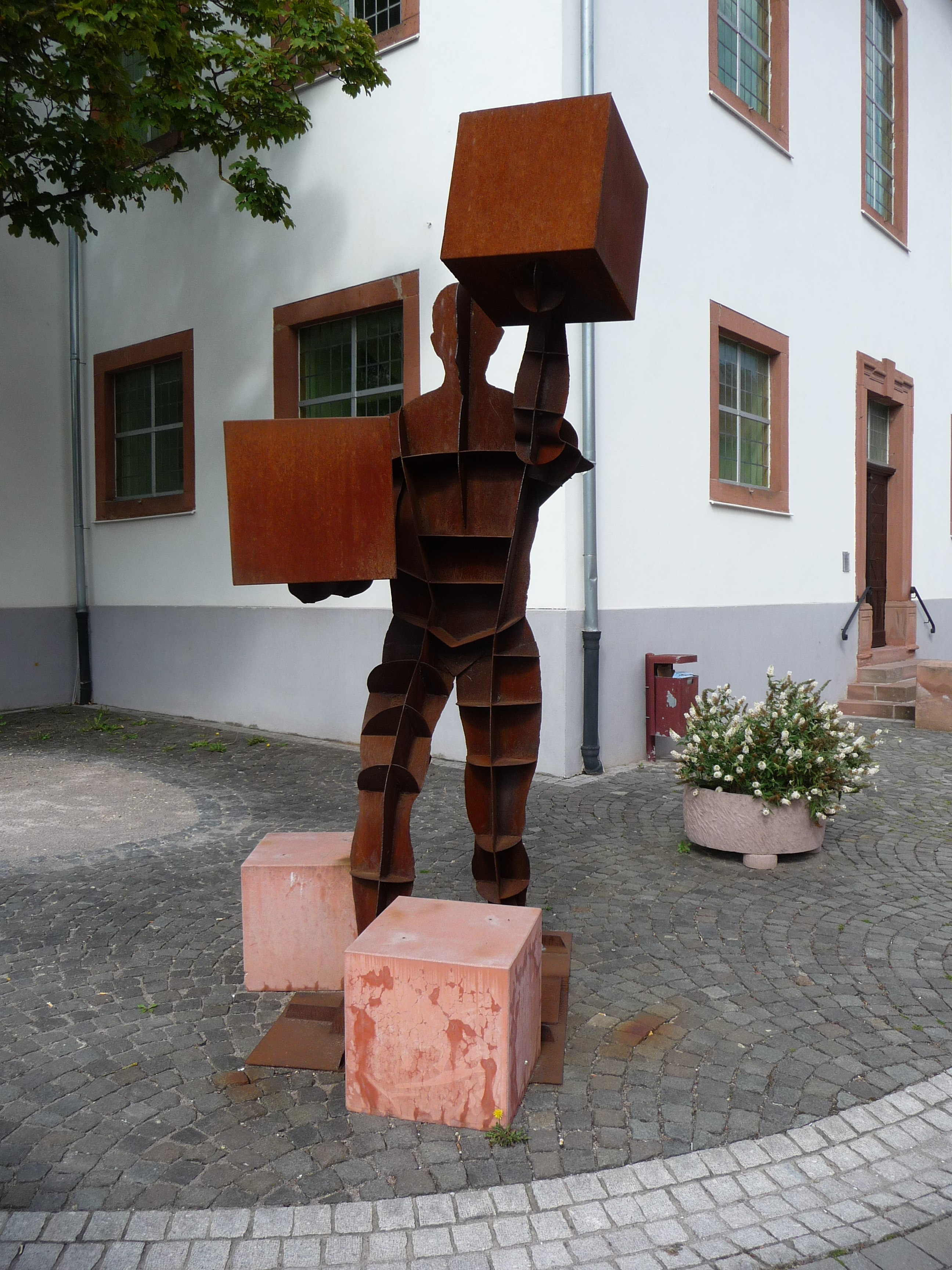
Jongleur
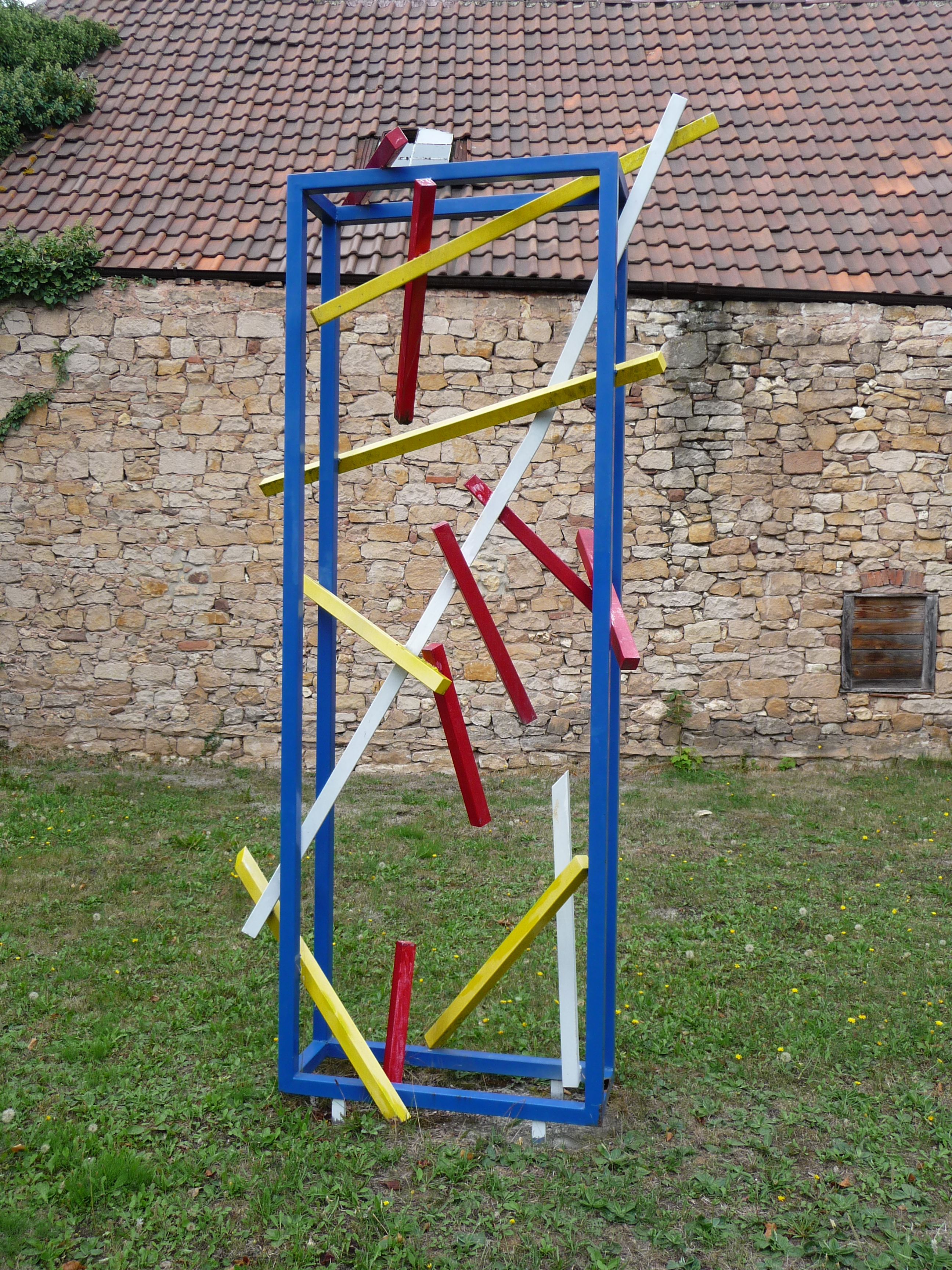
Roter Rahmen
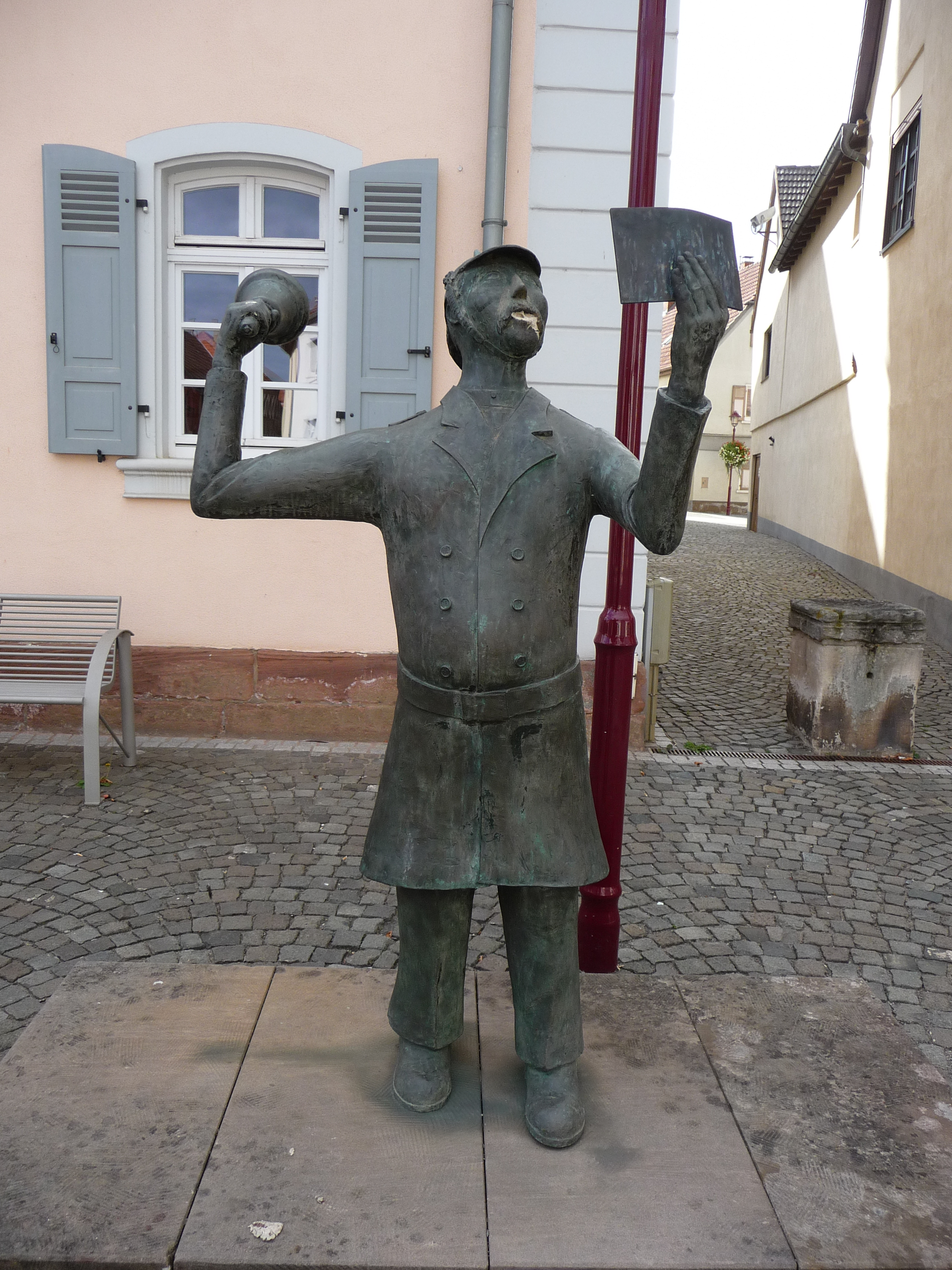
Polizei- und Gemeindediener
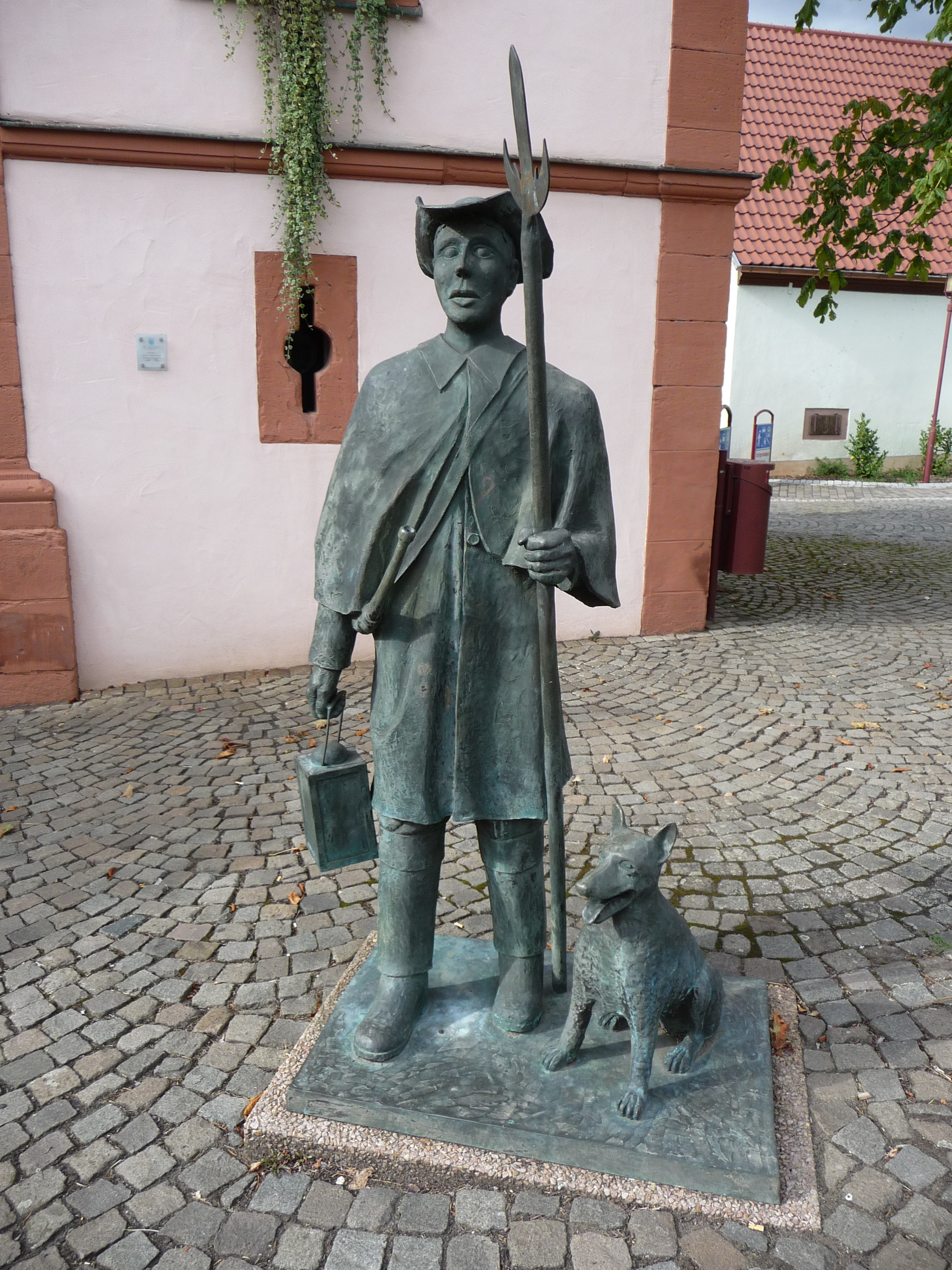
Nachtwächter mit Hund
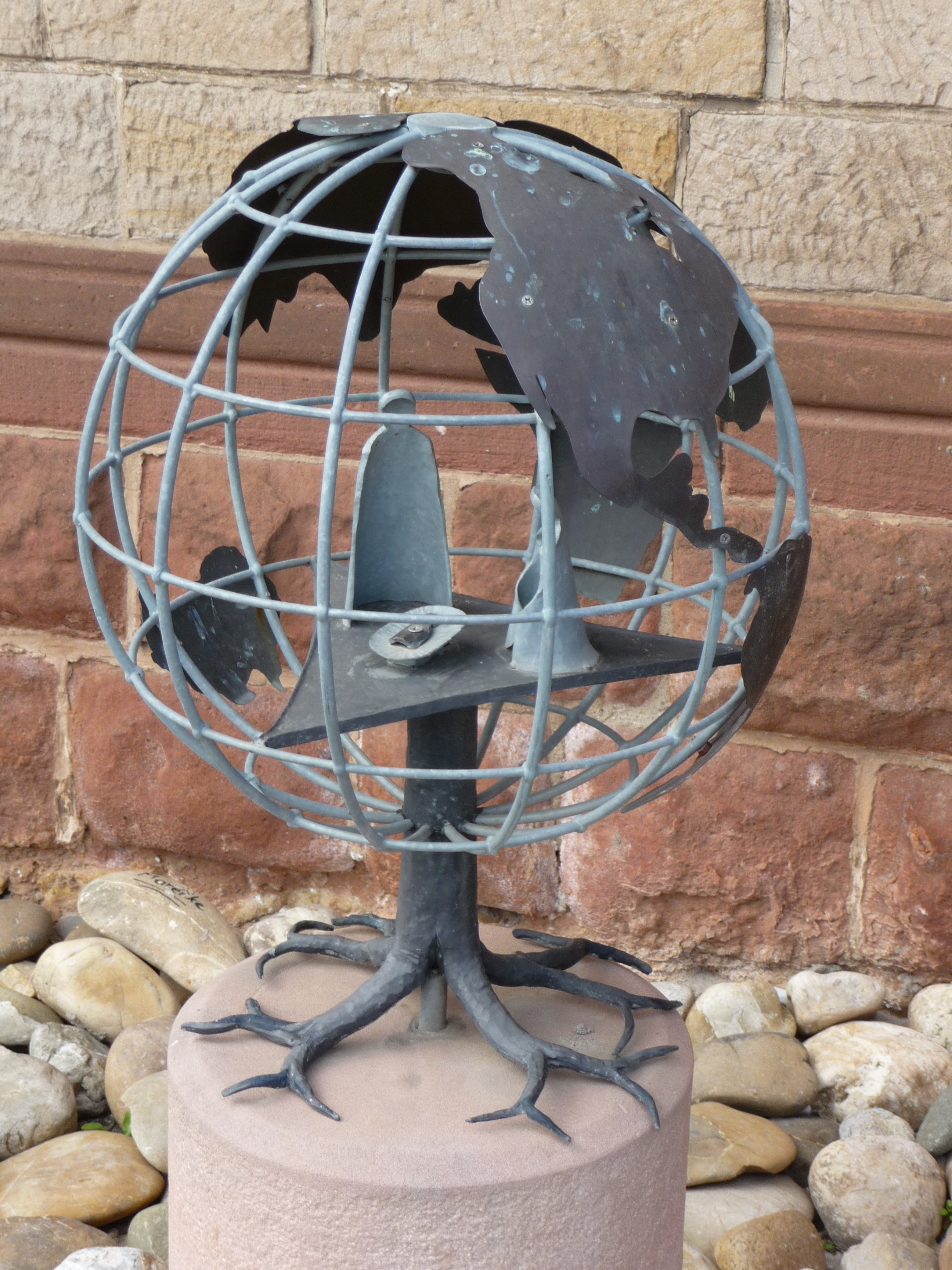
Erschaffung der Welt
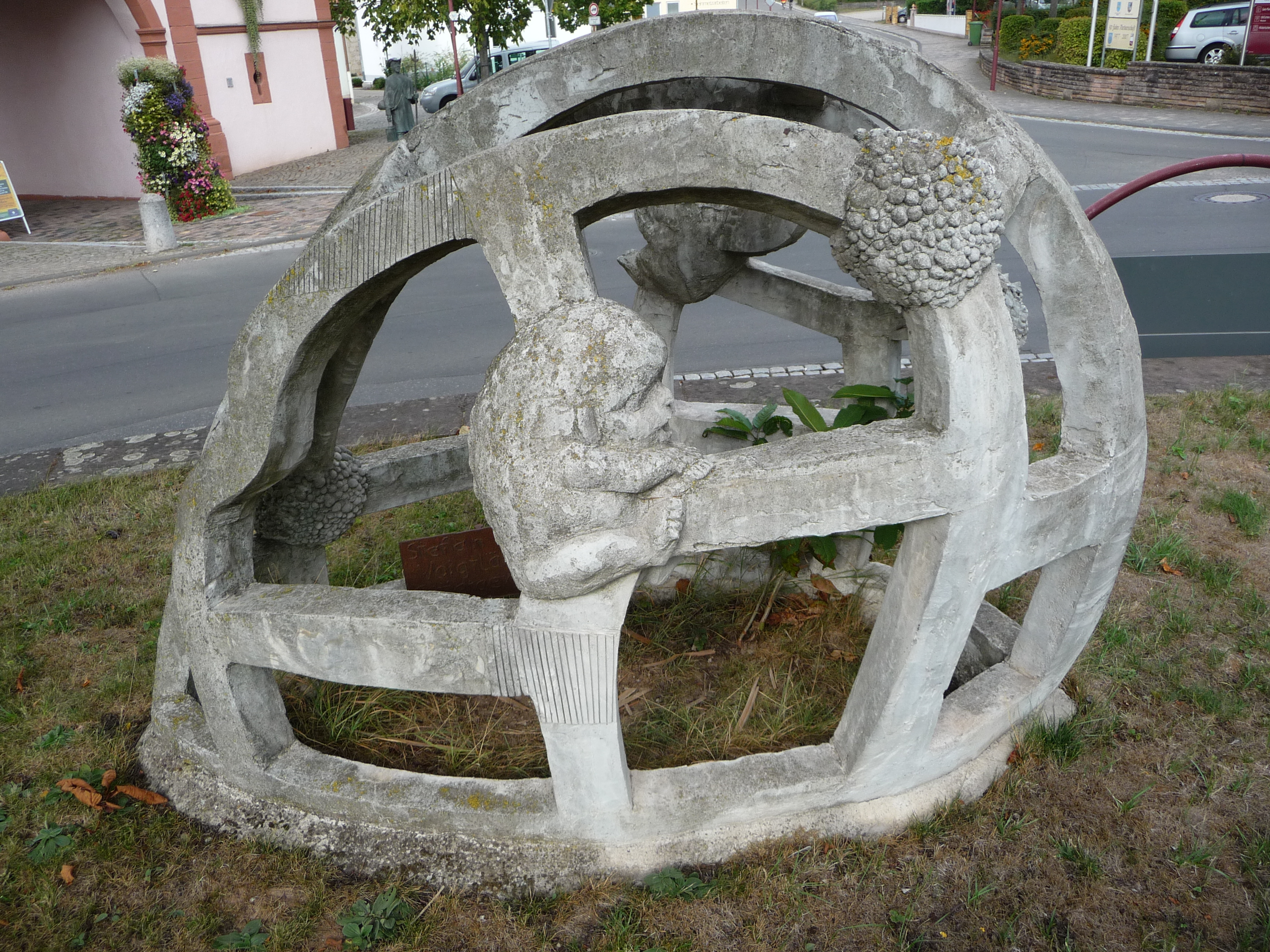
Göttergewächse
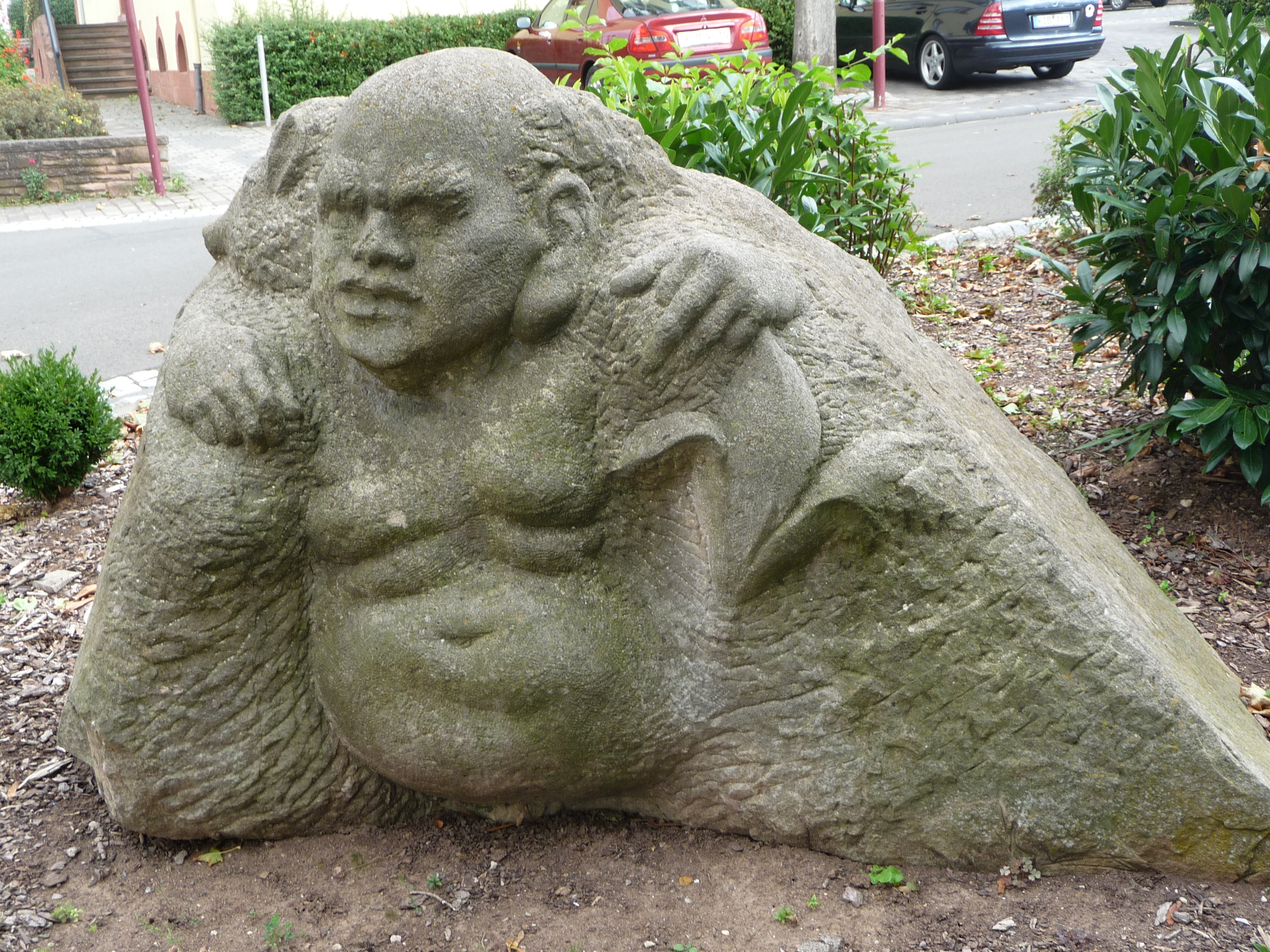
Donnersberger Netsuke